# Narmadapuram
Narmadapuram (Hindi नर्मदापुरम्), bis 2022 Hoshangabad (Hindi होशंगाबाद), ist eine Großstadt im Süden des indischen Bundesstaats Madhya Pradesh und Hauptstadt des gleichnamigen Distrikts. Wegen ihrer Lage am Fluss Narmada wird die Stadt von vielen Hindus als heilig angesehen.

## Lage

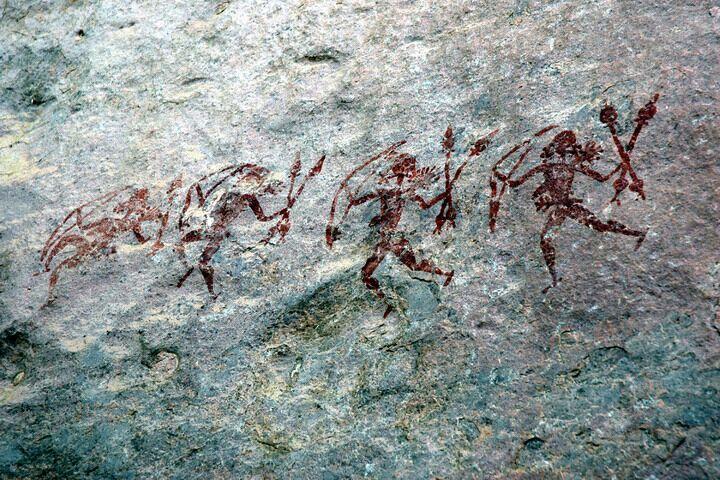
Adamgarh Hills – Felsmalereien

Narmadapuram liegt in einer Höhe von etwa 300 m am heiligen Fluss Narmada. Die Entfernung zur nordwestlich gelegenen Hauptstadt Madhya Pradeshs, Bhopal, beträgt ca. 80 km (Fahrtstrecke); nach Indore sind es ca. 225 km in westlicher Richtung. Das Klima ist für indische Verhältnisse eher gemäßigt; Regen (ca. 1215 mm/Jahr) fällt nahezu ausschließlich während der sommerlichen Monsunzeit.

## Bevölkerung
| Jahr      | 1991   | 2001   | 2011    |
| Einwohner | 70.914 | 97.424 | 117.988 |

Die mehrheitlich Hindi sprechende Bevölkerung besteht zu etwa 90,5 % aus Hindus und zu ca. 7 % aus Muslimen. Jains, Christen, Sikhs, Buddhisten und andere bilden kleine Minderheiten. Wie bei Volkszählungen im Norden Indiens häufig, liegt der männliche Bevölkerungsanteil etwa 12 % höher als der weibliche.

## Wirtschaft
Die Landwirtschaft in den Dörfern der Umgebung spielt traditionsgemäß die primäre Rolle im Wirtschaftsleben der Region; Hauptanbauprodukt sind Sojabohnen. Auch Seiden- und Baumwollwebereien gibt es. Die Stadt selbst fungiert als Zentrum für Handwerk, Handel und Dienstleistungen aller Art, aber auch der Pilger-Tourismus bringt der Stadt Einnahmen.

## Geschichte
Die bereits früher unter dem Namen Naramadapuram existierende Stadt erhielt den Namen Hoshangabad, nach Hoshang Shah (reg. 1406–35), dem in Mandu residierenden zweiten Sultan von Malwa, der hier ein Fort errichtete. Das Sultanat fand sein Ende im Jahr 1531, als es vom Sultanat Gujarat erobert wurde. Im Jahr 1567 wurde die Gegend von Großmogul Akbar I. in das Mogulreich integriert und kam schließlich im Jahr 1818 im dritten Marathenkrieg unter die Herrschaft der Britischen Ostindien-Kompanie.
Am 19. Februar 2021 gab der damaligen Chief Minister von Madhya Pradesh Shivraj Singh Chauhan (BJP) den Plan seiner Regierung bekannt, die Stadt Hoshangabad und den zugehörigen Distrikt in Narmadapuram umzunennen. Die Zustimmung der lokalen Bevölkerung hatte er sich in einer Art Akklamation beim Besuch einer lokalen Veranstaltung in Hoshangabad eingeholt. Die in Madhya Pradesh in der Opposition befindliche Kongresspartei kritisierte die Ankündigung als einen Ablenkungsversuch des Chief Ministers von den eigentlichen Problemen Madhya Pradeshs. Am 5. März 2021 verabschiedete das Parlament von Madhya Pradesh einstimmig, d. h. auch mit den Stimmen der Kongressparteiabgeordneten, eine Resolution, in der die Umbenennung gutgeheißen wurde. Nach Zustimmung der Zentralregierung in Delhi wurde der Namenswechsel symbolträchtig an Narmada Jayanti, dem Hindu-Fest zum Geburtstag des Flusses, dem 8. Februar 2022 vollzogen.

## Sehenswürdigkeiten
- Für die meisten Inder sind die zum Flussufer hinunterführenden Ghats die Hauptattraktion der Stadt. Hier werden die gleichen Reinigungs-, Opfer- und Anbetungszeremonien abgehalten wie am Ufer des Ganges in Varanasi.
- In Ufernähe, aber auch verteilt über die Stadt, gibt es zahlreiche Tempel.
- Die Ruinen des Hoshangabad-Fort befinden sich auf einer Anhöhe am Flussufer.
- Etwa 2 km südöstlich der Stadt befinden sich die Adamgarh-Hills mit von Felsüberhängen (abris) geschützten prähistorischen Felsmalereien.